# Elk City, Idaho
Elk City är en så kallad census-designated place i Idaho County i Idaho. Vid 2010 års folkräkning hade Elk City 202 invånare.